# Palmon queenslandica
Palmon queenslandica är en stekelart som först beskrevs av Girault 1913.  Palmon queenslandica ingår i släktet Palmon och familjen gallglanssteklar. Inga underarter finns listade i Catalogue of Life.